# 景美里
景美里為台灣台北市文山區轄下一里。

## 沿革
本里原為臺北縣深坑鄉景美村，1950年3月由深坑鄉改隸臺北縣景美鎮，改稱景美里，1968年臺北市政府改制院轄市，景美鎮又納入臺北市版圖，成為景美區， 1974年景美里劃出部份鄰增設景文里，又於1990年臺北市行政區域調整將整個景美區與木柵區合併改為文山區，並與景文里重新合併為景美里，仍沿用景美里迄今。

## 里界
- 東至：以羅斯福路六段與景行里相鄰
- 西至：景美溪中線與新北市新店區遙遙相望
- 南至：以景美溪與新北市新店區相隔
- 北至：萬慶街單號與景慶里萬慶街門牌雙號相望